# Eugène Ysaÿe
Eugène Ysaÿe, belgijski violinist in skladatelj, * 16. julij 1858, Liège † 12. maj 1931, Bruselj.
Ysaÿe je bil eden največjih violinistov svojega časa. Igranja na violino se je začel učiti s štirimi leti pri svojem očetu, kasneje pa so bili njegovi profesorji Joseph Massart, Henryk Wieniawski in Henri Vieuxtemps.
Po diplomi je Ysaÿe prevzel mesto koncertnega mojstra orkestra pivske dvorane Benjamin Bilse, ki se je kasneje razvil v slovito Berlinsko filharmonijo. Mnogo pomembnih skladateljev tedanjega časa je redno obiskovalo koncerte orkestra, med njimi Joseph Joachim, Franz Liszt, Clara Schumann in Anton Rubinstein, ki je povedel mladega violinista na turnejo in ga razvezal pogodbe z orkestrom.
Z 28-imi leti je postal profesor na konzervatoriju v Bruslju. Med njegovimi najbolj znanimi učenci so bili Josef Gingold, William Primrose, Louis Persinger, Alberto Bachmann, Irma Sèthe in Mathieu Crickboom. Med profesorsko kariero se je podal na mnogo koncertnih turnej po državah Evrope in ZDA. Skladbe so mu posvečali najvidnejši skladatelji tedanjega časa, Claude Debussy, Camille Saint-Saëns, César Franck in Ernest Chausson. 
Zaradi zdravstvenih težav (bil je tudi vegetarijanec) se je postopno začel posvečati komponiranju. Med njegovimi najbolj znanimi skladbami je 6 sonat za violino solo (op. 27), Harmonies du Soir (op.31) in opera Rudar Peter v valonskem narečju.